# Januar 1979
Portal Geschichte | Portal Biografien | Aktuelle Ereignisse | Jahreskalender | Tagesartikel

◄ |
19. Jahrhundert |
20. Jahrhundert
| 21. Jahrhundert

◄ |
1940er |
1950er |
1960er |
1970er
| 1980er | 1990er | 2000er | ►

◄ |
1975 |
1976 |
1977 |
1978 |
1979
| 1980 | 1981 | 1982 | 1983 | ►

◄ |
Oktober 1978 |
November 1978 |
Dezember 1978 |
Januar 1979 |
Februar 1979 |
März 1979 |
April 1979 |
►
Dieser Artikel behandelt aktuelle Nachrichten und Ereignisse im Januar 1979.

## Tagesgeschehen

### Montag, 1. Januar 1979

US-Präsident Carter ändert die amerikanische China-Politik

- Bern/Schweiz: Der CVP-Politiker Hans Hürlimann übernimmt turnusgemäß das Amt des Bundespräsidenten.[1]
- Budapest/Ungarn, Wien/Österreich: Die Visumpflicht zwischen der Volksrepublik Ungarn und Österreich ist aufgehoben. Die ungarischen Staatsbürger benötigen für die Einreise nach Österreich jedoch nach wie vor einen speziellen Reisepass für Reisen ins kapitalistische Ausland.[2]
- Delsberg/Schweiz: Die Republik und Kanton Jura (JU) wird selbstständiger Kanton der Eidgenossenschaft. Das Gebiet gehörte 165 Jahre lang zum Kanton Bern.[3]
- Paris/Frankreich: Frankreich übernimmt von Deutschland den Vorsitz im Rat der Europäischen Union. Das Amt des Regierungschefs der EWG erhält Valéry Giscard d’Estaing.[4]
- New York/Vereinigte Staaten: Bangladesch, Jamaika, Norwegen, Portugal und Sambia werden neue nichtständige Mitglieder im Sicherheitsrat der Vereinten Nationen.[5]
- Sèvres/Frankreich: Das Internationale Büro für Maß und Gewicht fügt um 0.59 Uhr und 59 s Mitteleuropäischer Zeit eine Schaltsekunde in die Koordinierte Weltzeit (UTC) ein. Störende Einflüsse auf Erdbahn und -rotation ohne UTC-Korrektur hätten zur Folge, dass sich die Erde nach 90 Jahren erst mit 60 s Verzögerung an der Stelle einer kompletten jährlichen Sonnenumrundung befände.[6]
- Washington, D.C./Vereinigte Staaten: Die Vereinigten Staaten beenden ihre diplomatischen Beziehungen zur Republik China, die fast komplett auf die Insel Taiwan beschränkt ist, und nehmen diplomatische Beziehungen zur Volksrepublik China auf. Damit akzeptieren sie die Ein-China-Politik der Volksrepublik, die Taiwan als zugehöriges Gebiet ansieht. Das britisch verwaltete Hongkong und die portugiesische Kolonie Macau betrachten die USA weiterhin als von der Volksrepublik unabhängig.[7]

## Weblinks

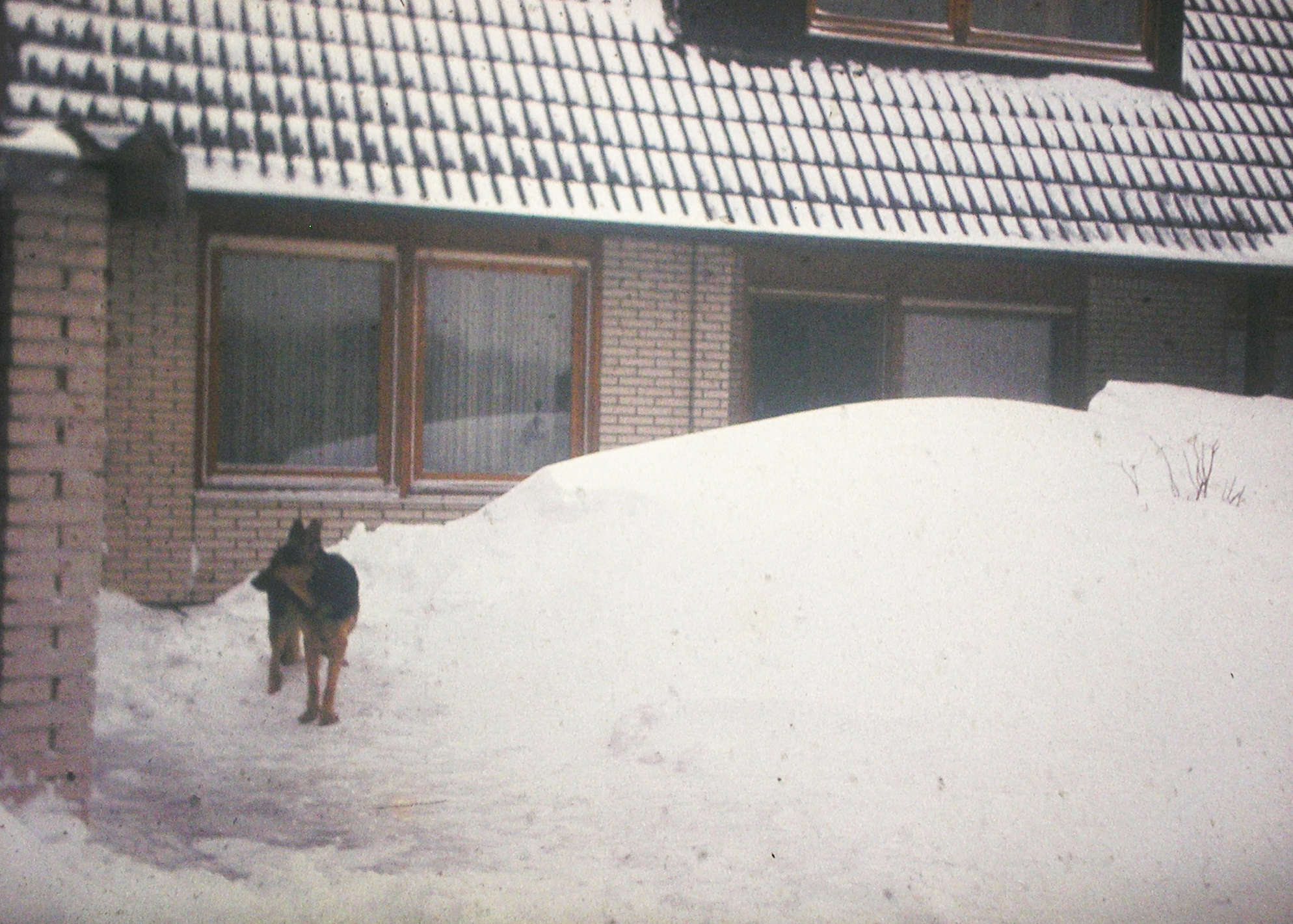
Nordrhein-Westfalen im Januar 1979

### Samstag, 6. Januar 1979

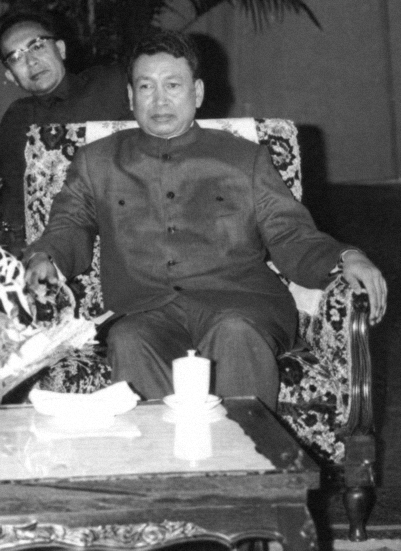
Saloth Sar, Kampfname „Pol Pot“

- Bischofshofen/Österreich: Pentti Kokkonen aus Finnland gewinnt die 27. Vierschanzentournee vor dem Schweizer Hansjörg Sumi.[8]
- Phnom Penh/Kambodscha: Die Führung der diktatorisch über Kambodscha regierenden Roten Khmer verlässt die Hauptstadt Phnom Penh, da die Khmer die Stadt nicht gegen die heranrückende Vietnamesische Volksarmee würde halten können. Ein Teil flüchtet in die Volksrepublik China, ein anderer Teil um Pol Pot und Nuon Chea ins Grenzgebiet zu Thailand. Das Zeitalter des so genannten „Demokratischen Kampucheas“ ist vorüber.[9]

### Sonntag, 7. Januar 1979
- Guadeloupe: Eine Konferenz der Regierungs- und Staatschefs der Mitgliedstaaten der G7 endet im Hinblick auf die innenpolitische Krise im Iran mit dem Beschluss, einen Kontakt zu Ajatollah Ruhollah Chomeini herzustellen. Dessen politischer Gegner, der vom so genannten „Westen“ bisher unterstützte regierende Schah Mohammad Reza Pahlavi, solle seinen Platz an der Macht räumen.[10]
- Phnom Penh/Kambodscha: Die Vietnamesische Volksarmee besetzt an der Seite der kambodschanischen Widerstandsarmeen die Hauptstadt des von der Roten Khmer diktatorisch regierten Landes. Zu diesem Zeitpunkt zählt Phnom Penh nur 20.000 Einwohner, da Pol Pot, der Anführer der Roten Khmer, die meisten Einwohner in ländliche Gegenden vertreiben oder hinrichten ließ.[11]

### Montag, 8. Januar 1979
- Whiddy Island/Irland: Am Öltanker-Anlegeplatz wenige Meter vor der fast unbewohnten Insel explodiert der französische Tanker Betelgeuse, dabei kommen 50 Menschen ums Leben. Die Ladung in den Behältern des brennenden Schiffs fließt in den Atlantik. Die Lagertanks des Ölterminals werden nicht beschädigt.[12]

### Dienstag, 9. Januar 1979

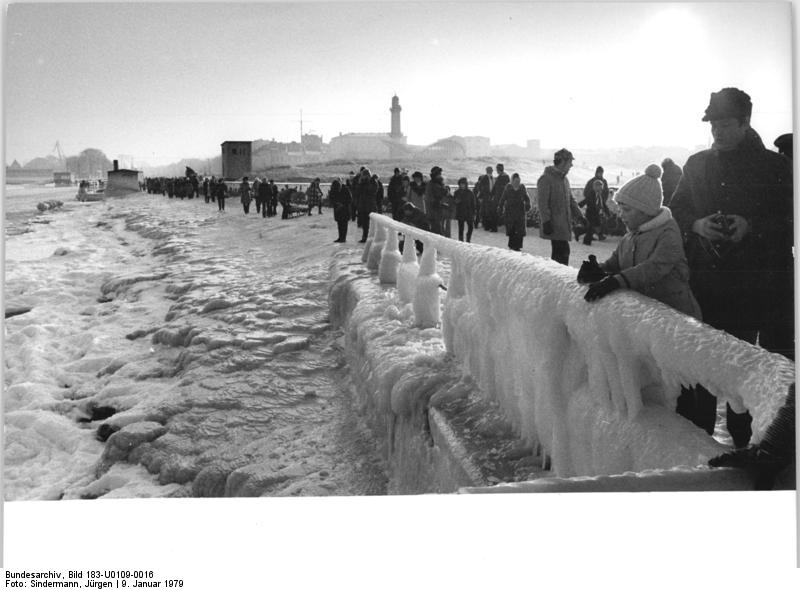
Warnemünde an der Ostsee

- Deutschland, Ostsee: Der extreme Wintereinbruch führt lokal zu tagelangen Stromausfällen. Die Ostsee friert zu. Die Strom- und Fernwärme-Versorgung der DDR steht vor dem Kollaps, weil Leitungen brechen und der Energieträger Braunkohle auf dem Weg in die Kraftwerke in den Bahnwaggons festfriert. Soldaten und Freiwillige müssen sie mit Spitzhacken und ähnlichen Gegenständen lockern. Um eingeschneite Personen zu erreichen, greifen die Bundeswehr in Schleswig-Holstein und die NVA sowie Rote Armee in der DDR auf Hubschrauber und Panzer zurück.[13][14]

### Mittwoch, 10. Januar 1979
- Phnom Penh/Kambodscha: Der seit zwei Tagen existente Revolutionäre Rat des Kambodschanischen Volks unter Führung von Heng Samrin gibt bekannt, dass der Name des kambodschanischen Staats von heute an Volksrepublik Kampuchea lautet.[15]

### Sonntag, 14. Januar 1979
- Honolulu/Vereinigte Staaten: Die Amerikanerin Lyn Lemaire bei den Frauen und ihr Landsmann Tom Warren bei den Herren gewinnen den Ironman Hawaii. Lemaire war die einzige weibliche Teilnehmerin und ist seit heute die erste Frau, die einen Triathlon über die Ironman-Distanz absolviert hat.[16][17]

### Dienstag, 16. Januar 1979

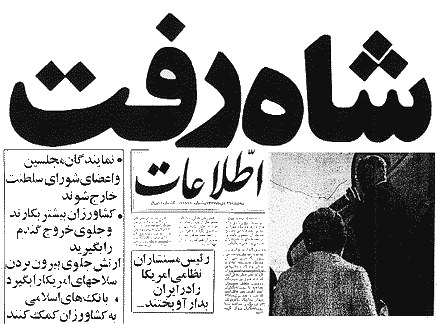
Die Zeitung Ettelā'āt titelt: „Der Schah ist gegangen.“

- Teheran/Iran: Schah Mohammad Reza Pahlavi verlässt auf Wunsch der Regierung unter Schapur Bachtiar das Land, über das er in den letzten Monaten de facto keine Herrschaft mehr ausüben konnte. Zum Ort seines Exils wählte der Schah Ägypten.[18]

### Mittwoch, 17. Januar 1979

Erster Smogalarm

- Düsseldorf/Deutschland: In Deutschland wird erstmals Smog-Alarm ausgerufen. Für das Ruhrgebiet gilt ab 9.45 Uhr die Alarmstufe 1 auf Basis der Smog-Verordnung des Landes Nordrhein-Westfalen von 1974. Konkret ist damit das Verbrennen von Gartenabfällen verboten, außerdem wird die Bevölkerung gebeten, auf die Nutzung von Kraftfahrzeugen zu verzichten, wenn es nicht unbedingt notwendig sei.[19]

### Sonntag, 21. Januar 1979
- Miami/Vereinigte Staaten: Der Super Bowl XIII im American Football zwischen den Pittsburgh Steelers und den Dallas Cowboys endet 35:31.[20]

### Montag, 22. Januar 1979
- Köln/Deutschland: Der Rundfunkveranstalter ARD strahlt die erste Folge der US-amerikanischen TV-Serie Holocaust – Die Geschichte der Familie Weiss aus. Die Ausstrahlung der zweiterfolgreichsten Produktion in der Geschichte des amerikanischen Fernsehens ist in der Bundesrepublik umstritten, es wird u. a. kritisiert, dass die erzählte Story nicht dem Leiden der Schoah gerecht werde; dennoch stößt schon die erste Folge beim Publikum in der Bundesrepublik auf hohe Resonanz.[21]

### Samstag, 27. Januar 1979
- Beverly Hills/Vereinigte Staaten: Bei der Verleihung der 36. Golden Globe Awards erhält der Film 12 Uhr nachts – Midnight Express des britischen Regisseurs Alan Parker die Auszeichnungen in den Kategorien Bester Film (Drama), Bestes Drehbuch, Beste Musik, Bester Nebendarsteller, Bester Nachwuchsdarsteller und Beste Nachwuchsdarstellerin.[22]

### Montag, 29. Januar 1979

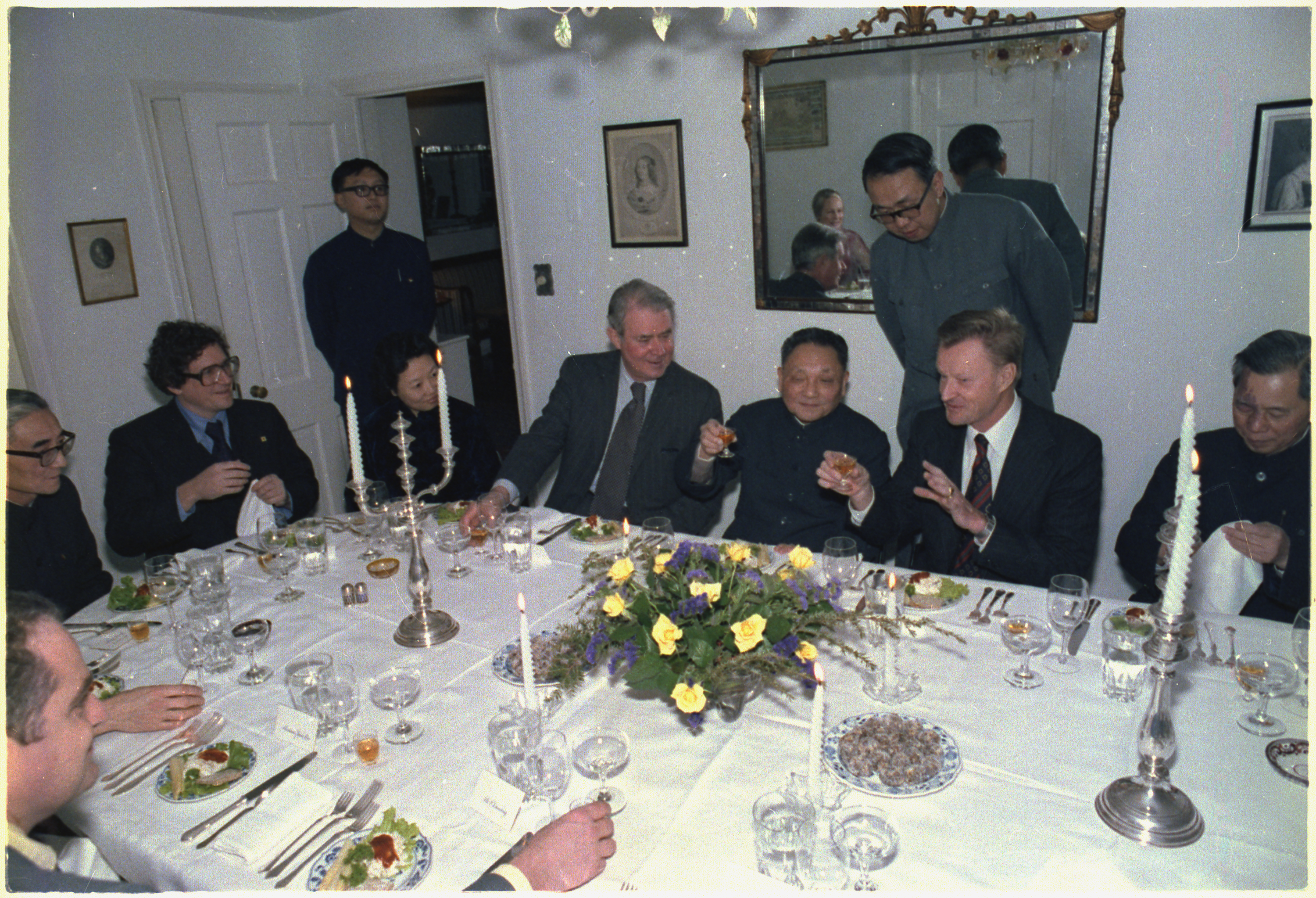
Staatsdinner für Deng Xiaoping

- San Diego/Vereinigte Staaten: Die 16-jährige Brenda Ann Spencer läuft in ihrer Schule Amok. Zwei Menschen verlieren ihr Leben und neun weitere werden verletzt. Das Motiv der Tat kleidet sie in die Worte: „I don't like mondays.“[23]
- Washington, D.C./Vereinigte Staaten: Der Vizepräsident der Volksrepublik China Deng Xiaoping trifft zu seiner sechstägigen USA-Reise ein, auf der er neben US-Präsident Jimmy Carter mehrere Gouverneure amerikanischer Bundesstaaten treffen und im Kongress eine Rede halten wird. Politische Beobachter sehen eine neue Allianz zur Eindämmung der Sowjetunion. Aus wirtschaftlicher Sicht ist das hohe Marktpotenzial der Volksrepublik für den Vertrieb von Technologie interessant, da amerikanische Produkte den chinesischen zur Zeit weit überlegen sind.[24][25]